# Atriplex eremitis
Atriplex eremitis là loài thực vật có hoa thuộc họ Dền. Loài này được Cranfield mô tả khoa học đầu tiên năm 2008.